# 屯門體育會

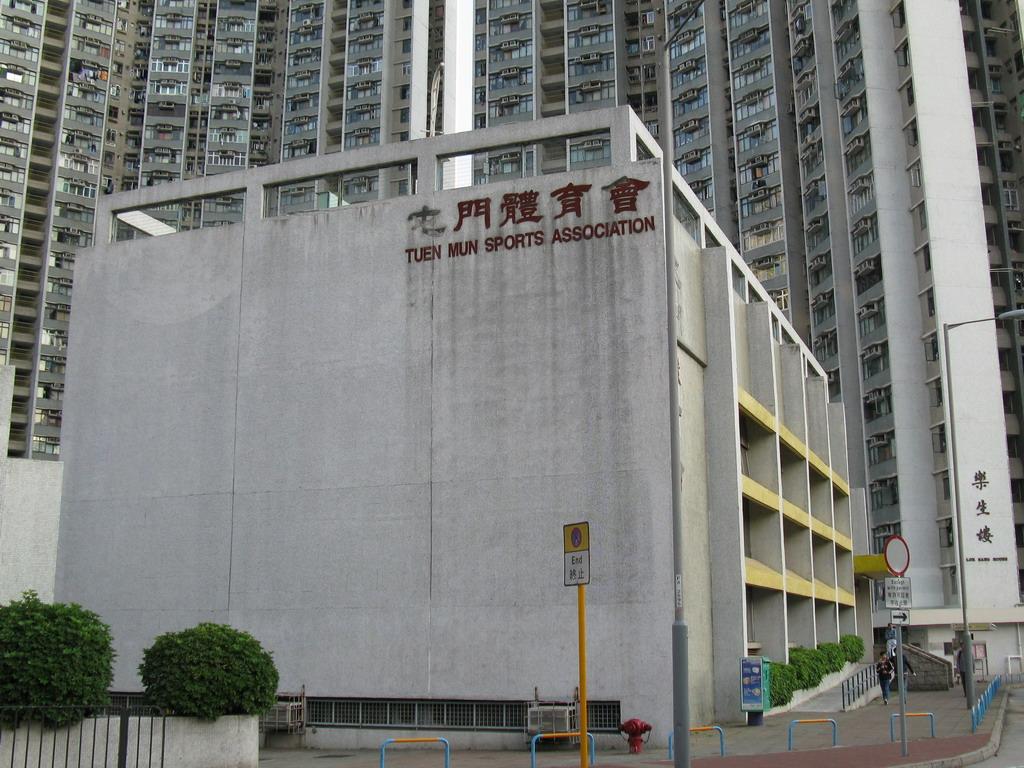
屯門體育會

屯門體育會（Tuen Mun Sports Association）為屯門區的一個非牟利體育會，前身為青山體育會，於1962年由柳子元、陳中行及蔡順安向政府註冊成立，1963年由時任屯門鄉事委員會主席的陳日新太平紳士創辦，有40多年歷史，現任會長為香港行政會議成員、香港立法會議員劉皇發。旗下足球隊獲得2008-09年度丙組總冠軍，首次升上乙組，便獲得亞軍，取得升上甲組的資格，成為歷來第三支由香港丙組(地區)聯賽，打到上甲組的地區球隊。

## 部門
屯門體育會現時共設有13個部門。
- 足球部（參看屯門體育會足球隊）
- 籃球部
- 羽毛球部
- 國術部
- 排球部
- 乒乓球部
- 游泳部
- 網球部
- 獨木舟部
- 舞蹈部
- 康樂部
- 跆拳道部
- 草地滾球部

## 外部連結
- 屯門體育會官方網站 （页面存档备份，存于）
- 香港足球總會網站球會資料 （页面存档备份，存于）
- 屯門區域足球隊
- 屯門體育會網球會[]